# آشنایی با قرآن
آشنایی با قرآن کتابی از مرتضی مطهری (م ۱۳۵۸ ش) است. مطهری در این مجموعه چهارده جلدی به زبان فارسی به تفسیر قرآن پرداخته‌است.

## معرفی
کتاب حاضر سلسله مباحث تفسیری مرتضی مطهری در قبل از انقلاب ۱۳۵۷ ایران است که عمدتاً در بین سال‌های ۱۳۵۰ تا ۱۳۵۷ خورشیدی تألیف شده‌بود. مطهری در این مجموعه به تفسیر تمامی سوره‌های قرآن نپرداخته و فقط تفسیر برخی از سوره‌ها یا بخشی از آیات یک سوره را مورد بررسی قرار داده‌است. جلد اول این مجموعه مقدمه و پیش‌درآمدی بر شناخت قرآن است؛ و از جلد دوم تا چهاردهم به تفسیر قرآن پرداخته می‌شود.

## ساختار
ساختار این کتاب عبارت است از:
- جلد اول: مقدمه و پیش‌درآمدی بر شناخت قرآن[۲]
- جلد دوم: تفسیر سوره حمد و بخشی از سوره بقره[۳]
- جلد سوم: تفسیر بخشی از سوره‌های انفال و توبه[۴]
- جلد چهارم: تفسیر بخشی از سوره نور[۵]
- جلد پنجم: تفسیر بخشی از سوره‌های زخرف، دخان، جاثیه، فتح و قمر[۶]
- جلد ششم: تفسیر بخشی از سوره‌های الرحمن، واقعه، حدید، حشر و ممتحنه[۷]
- جلد هفتم: تفسیر بخشی از سوره‌های صف، جمعه، منافقون و تغابن[۸]
- جلد هشتم: تفسیر بخشی از سوره‌های طلاق، تحریم، ملک و قلم[۹]
- جلد نهم: تفسیر بخشی از سوره‌های الحاقه، معارج، نوح و جن[۱۰]
- جلد دهم: تفسیر سوره‌های مدثر، قیامت و مزمل[۱۱]
- جلد یازدهم: تفسیر سوره‌های انسان، مرسلات، نبا و نازعات[۱۲]
- جلد دوازدهم: تفسیر سوره‌های عبس، تکویر، انفطار، مطففین، انشقاق، بروج، طارق[۱۳]
- جلد سیزدهم: تفسیر سوره‌های اعلی، غاشیه، فجر، بلد، شمس، لیل، ضحی، انشراح و تین[۱۴]
- جلد چهاردهم: تفسیر سوره‌های علق، قدر، بینه، زلزال، عادیات، قارعه، تکاثر، عصر، همزه، فیل، کوثر، کافرون، نصر، مسد و توحید[۱۵]

## مقدمه
مرتضی مطهری در بخشی از مقدمه جلد اول این کتاب چنین می‌نویسد:

## به زبان‌های دیگر
این کتاب به زبان‌های انگلیسی، عربی، یونانی، آلبانیایی، بنگالی و اردو نیز ترجمه شده‌است.